# Sylvanite
Sylvanite – jednostka osadnicza w Stanach Zjednoczonych, w stanie Montana, w hrabstwie Lincoln.